# BBC News (rete televisiva britannica)
BBC News (conosciuto anche come BBC News Channel e precedentemente come BBC News 24) è il canale televisivo della BBC che trasmette notizie 24 ore al giorno nel Regno Unito. Il 3 aprile 2023 si è fuso con BBC World News, ex canale che trasmetteva BBC News nel resto del mondo.
Il canale è stato lanciato il 9 novembre 1997 alle ore 17:30 UTC.

## Loghi

21 aprile 2008 - 15 luglio 2019
15 luglio 2019 - 25 aprile 2022
25 aprile 2022 - 3 aprile 2023
In uso dal 3 aprile 2023